# Henriette von Enckevort
Henriette „Jette“ von Enckevort (* 25. Februar 1980 in Göttingen) ist eine deutsche Politikerin (SPD) und war von 2015 bis 2020 Mitglied der Hamburgischen Bürgerschaft.
Henriette von Enckevort wuchs in Hamburg auf. Sie studierte nach dem Abitur Rechtswissenschaften an der Universität Hamburg mit Erstem Staatsexamen 2006, Schwerpunkt Jugendstrafrecht und Strafvollzugsrecht, und Zweitem Staatsexamen 2011.
Sie gehört der SPD seit 2001 an. Seit 2008 hat sie ein Mandat in der Bezirksversammlung Hamburg-Mitte inne. Seit 2011 ist sie als Fraktionsgeschäftsführerin der SPD-Bezirksfraktion Hamburg-Mitte tätig.
Bei der Bürgerschaftswahl in Hamburg 2015 erhielt sie ein Mandat im Wahlkreis Hamburg Mitte. Der 2020 gewählten Bürgerschaft gehört sie nicht mehr an.
Henriette von Enckevort arbeitet als Referentin für Stadtteilkultur in der hamburgischen Behörde für Kultur und Medien.